# Avesnes-sur-Helpe Communal Cemetery
Avesnes-sur-Helpe Communal Cemetery is een Britse militaire begraafplaats gelegen in de Franse plaats Avesnes-sur-Helpe (Noorderdepartement). De begraafplaats wordt onderhouden door de Commonwealth War Graves Commission.
De begraafplaats telt 205 geïdentificeerde graven waarvan 78 Gemenebest-graven uit de Eerste Wereldoorlog, 105 overige graven uit de Eerste Wereldoorlog en 22 van gesneuvelden uit de Tweede Wereldoorlog.